# アレクサ・ダミャノヴィッチ
アレクサ・ダミャノヴィッチ（セルビア語: Алекса Дамјановић, ラテン文字転写: Aleksa Damjanović、2008年12月4日 - ）は、セルビアとオーストリアのサッカー選手。ポジションはフォワード。
父のヨヴァン・ダミャノヴィッチも元サッカー選手である。

## 経歴

### レッドスター・ベオグラード
2025年6月16日、レッドスター・ベオグラードU-17からトップチームに昇格した。
2025年6月24日、FKスティエスカ・ニクシッチ戦に出場し親善試合ながらトップチームデビュー、初ゴールを決めた。